# Cà della Terra
Ca' della Terra è una frazione del comune di Pavia posta a nordest del centro abitato, verso Lardirago.

## Storia
Ca' della Terra (CC B330), noto fin dal XV secolo, appartenne alla Campagna Sottana. Nel XVIII secolo, a Ca' della Terra fu unito il comune di Ca' de' Levrieri e nel 1797 venne assegnata al distretto di Belgioioso. All'epoca la comunità era retta da un console, affiancato da un cancelliere salariato, eletto ogni anno dal consiglio generale tramite un pubblico incanto. Nel 1805 venne classificato come comune di terza classe del dipartimento d'Olona, secondo distretto di Pavia, quarto cantone di Belgioioso. Nel 1816 venne assegnato al distretto di Belgioioso della provincia di Pavia. Fu soppresso nel 1871 e unito a Fossarmato.
Nel 1939 tuttavia il governo fascista, spartendo il comune di Fossarmato fra Pavia e Cura Carpignano, accorpò la frazione di Cà della Terra al capoluogo.

## Società

### Evoluzione demografica
- 150 nel 1751[1]
- 220 nel 1805[3]
- 453 nel 1853[4]
- 473 nel 1859[4]
- 456 nel 1861[7]